# Purjong
Purjong (hangul: 부령군, Purjong-kun, handzsa: 富寧郡, RR: Puryŏng-kun, ’gazdag és békés’) megye Észak-Koreában, Észak-Hamgjong (Hamgyŏng) tartományban.
A megye eredetileg Kogurjo (Koguryŏ) része volt, később Palhe (Palhae) fennhatósága alátartozott. Palhe (Palhae) bukása után aztán Urongi (우롱이; 于籠耳, Urongi), majd 1398-től Kjongszong (Kyŏngsŏng) része lett. Az 1410-es években dzsürcsi támadás célpontjává vált, 1432-ben az akkori Pugo (부거; 富居, Pugŏ) területén létrejött Njongbukcsin (녕북진; 寧北鎭, Nyŏngbukchin), majd két évvel később, 1434-ben Pugo-hjon (부거현; 富居縣, Pugŏ-hyŏn), ami 1449-ben megszűnt és helyén létrehozták Purjong (Puryŏng)ot. 1895-ben megyei rangot kapott, 1907-ben megszűnt, majd 1914-ben helyreállították. Az 1949-es és 1952-es közigazgatási reformok során több területét szomszédos közigazgatási egységekhez csatolták hozzá.

## Földrajza
Nyugatról Muszan (Musan) megye, északról Hörjong (Hoeryŏng) városa, keletről és délről pedig Cshongdzsin (Ch'ŏngjin) városa határolja.
Legmagasabb pontja az 1754 méter magas Koszongszan (고성산; 高城山, Kosŏngsan).

## Közigazgatása
1 községből (up (ŭp)), 5 faluból (ri (ri)) és 3 munkásnegyedből (rodongdzsagu (rodongjagu)) áll:
| - Purjong-up (부령읍; 富寧邑, Puryŏng-ŭp) - Kumgang-ri (금강리; 金降里, Kŭmgang-ri) - Szaha-ri (사하리; 沙河里, Saha-ri) - Cshangphjong-ri (창평리; 倉坪里, Ch'angp'yŏng-ri) - Cshöhjon-ri (최현리; 最賢里, Ch'oehyŏn-ri) | - Hjongdzse-ri (형제리; 兄弟里, Hyŏngje-ri) - Komuszan-rodongdzsagu (고무산로동자구; 古茂山勞動者區, Komusan-rodongjagu) - Muszu-rodongdzsagu (무수로동자구; 舞袖勞動者區, Musu-rodongjagu) - Szongmak-rodongdzsagu (석막로동자구; 石幕勞動者區, Sŏngmak-rodongjagu) |

## Gazdaság
Purjong (Puryŏng) megye gazdasága villamosenergia-iparra, építőanyag-iparra és érckitermelésre épül, melyek közül a legfajsúlyosabb a villamosenergia-ipar. A megyében több helyen találhatóak erőművek, ezek közül a két legfontosabb a Purjong (Puryŏng)i Erőmű illetve a Komuszan (Komusan) Cementgyár Hőerőmű, melyek a megye áramellátását biztosítják. Érckitermelő létesítmények közül a két legfontosabb a Komuszan (Komusan) Bánya és a Muszu (Musu) Bánya. Bár a mezőgazdaság nem kifejezetten fontos része a megye gazdaságának, kukoricatermesztés és burgonyatermesztés is folyik.

## Oktatás
Purjong (Puryŏng) megye egy építőanyagipari főiskolának, és ezen kívül kb. 10 általános iskolának és 13 középiskolának ad otthont.

## Egészségügy
A megye ismeretlen számú egészségügyi intézménnyel rendelkezik, köztük egy megyei szintű kórházzal, 3 ipari kórházzal, kb. 10 helyi kórházzal és terápiás intézményekkel.

## Közlekedés
A megye közutakon a szomszédos megyék felől közelíthető meg. A megye vasúti kapcsolattal rendelkezik, a Hambuk (Hambuk) és a Muszan (Musan) vasútvonalak része.